# 4e conseil des ministres du Canada

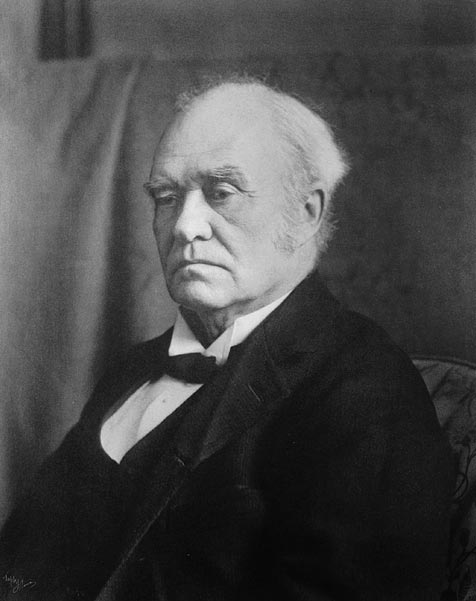
Sire John Joseph Caldwell Abbott, troisième Premier ministre du Canada.

Le 4e conseil des ministres du Canada fut formé du cabinet durant le gouvernement de John Abbott. Ce conseil fut en place du 16 juin 1891 au 24 novembre 1892, soit pendant un an et demi durant la 7e législature. Ce gouvernement fut dirigé par le Parti libéral-conservateur du Canada.

## Conseils des ministres et membre du cabinet
- Premier ministre du Canada

1. 1892-1894 John Abbott

- Surintendant général des Affaires indiennes

1. 1891-1892 Edgar Dewdney
2. 1892-1892 Thomas Mayne Daly

- Ministre de l'Agriculture

1. 1891-1892 John Carling (Sénateur)

- Ministre des Chemins de fer et Canaux

1. 1891-1891 Vacant
2. 1891-1892 Mackenzie Bowell (Sénateur)
3. 1892-1892 John Graham Haggart

- Président du Conseil privé

1. 1891-1892 John Joseph Caldwell Abbott (Sénateur)

- Ministre des Douanes

1. 1891-1892 Mackenzie Bowell
2. 1892-1892 Joseph-Adolphe Chapleau

- Ministre des Finances et Receveur général

1. 1891-1892 George Eulas Foster

- Ministre de l'Intérieur

1. 1891-1892 Edgar Dewdney
2. 1892-1892 Thomas Mayne Daly

- Ministre de la Justice et procureur général du Canada

1. 1891-1892 John Sparrow David Thompson

- Ministre de la Marine et des Pêcheries

1. 1891-1892 Charles Hibbert Tupper

- Ministre de la Milice et de la Défense

1. 1891-1892 Adolphe-Philippe Caron
2. 1892-1892 Mackenzie Bowell

- Ministre des Postes

1. 1891-1892 John Graham Haggart
2. 1892-1892 Vacant
3. 1892-1892 Adolphe-Philippe Caron

- Ministre sans portefeuille

1. 1891-1891 Frank Smith (Sénateur)
2. 1892-1892 Frank Smith (Sénateur)

- Ministre du Revenu intérieur

1. 1891-1892 John Costigan

- Secrétaire d'État du Canada

1. 1891-1892 Joseph-Adolphe Chapleau
2. 1892-1892 James Colebrooke Patterson

- Ministre des Travaux publics

1. 1891-1891 Hector-Louis Langevin
2. 1891-1891 Vacant
3. 1891-1892 Frank Smith (Sénateur)
4. 1892-1892 Joseph Aldéric Ouimet